# La Confidence (Maupassant)
Pour les articles homonymes, voir Confidence.
La Confidence est une nouvelle de Guy de Maupassant, parue en 1885.

## Historique
La Confidence est une nouvelle écrite par Guy de Maupassant et publiée initialement dans le quotidien Gil Blas du 20 août 1885, avant d'être reprise dans le recueil Monsieur Parent.

## Résumé
La petite marquise de Rennedon raconte à son amie, la petite baronne de Grangerie, comment elle vient de se venger de son abominable mari...Elle arrive chez Boviniac, dont le mari est jaloux de lui. Et lui racontant comment son mari l'avait battue, Beauvigon l'embrassa et l'apaisa. L'histoire se termine lorsque les deux amis rient et que le mari de marquise arrive chez lui.

## Éditions
- Gil Blas, 1885
- Monsieur Parent, recueil paru en 1885 chez l'éditeur Paul Ollendorff.
- Maupassant, Contes et Nouvelles, tome II, texte établi et annoté par Louis Forestier, éditions Gallimard, Bibliothèque de la Pléiade, 1979.

## Lire
- Lien vers la version de  La Confidence dans Monsieur Parent